# خرم أباد (أرومية)
خرم أباد هي قرية في مقاطعة أرومية، إيران. عدد سكان هذه القرية هو 376 في سنة 2006.